# Waltershausen
Waltershausen je sídlo ve středním Německu ležící ve vzdálenosti 35 kilometrů jihozápadním směrem od Erfurtu, na přechodu z Duryňské pánve do Duryňského lesa, a proto bývá nazývaán Brána Durynského lesa. Severně od města vede německá dálnice A4. Přímo městem prochází železniční trať spojující Fröttstädt a Friedrichroda. Ve městě žilo ke konci roku 2022 celkem 12 650 obyvatel, z nichž bylo asi 51 % žen a zbytek  mužů.

## Administativní členění
Město se skládá ze sedmi místních částí: Fischbach, Schmerbach, Schwarzhausen, Winterstein, Wahlwinkel, Schnepfenthal und Langenhain) a městské části Ibenhain.

## Historie
První písemná zmínka o sídle pochází z roku 1293, kdy se připomíná Ulricus villicius z Waltherißhusinu. Sídlo tehdy náleželo k hrabství Mühlburg, jež bylo lénem Mohučského arcibiskupství. 
Před tím již roku 1176 byl založen hrad Tenneberg, patřící markrabímu Durynska, později přestavěný na renesanční zámek. 
Roku 1784 založil evangelický kněz, osvícenský pedagog a filantrop Christian Gotthilf Salzmann v místní části Schnepfenthal svůj soukromý vzdělávací ústav, nazvaný Filantropinum Schnepfenthal, v roce 1790 upravený na speciální gymnázium pro společnou a bezplatnou výuku chlapců i děvčat všech společenských vrstev a náboženských vyznání.
Roku 1816 otevřel Johann Daniel Kestner ve městě první továrnu na dětské hračky, zejména panenky, jež založila věhlas Waltershausenu jako města panenek (Puppenstadt).
V srpnu 1920 zde byla založena dosud existující strojírenská továrna. Založil ji Artur Ade spolu se svým partnerem a pojmenovali ji „Ade & Irrgang“. Její produkce obsahovala menší traktory a zemědělské stroje. Během druhé světové války se její produkce přeorientovala na zakázky wehrmachtu. Město bylo po válce součástí sovětské okupační zóny a samotná firma přejmenovaná na „VEB Fahrzeugwerk Waltershausen“ se začlenila do státního podniku „IFA (Industrieverband Fahrzeugbau)“. Vyráběly se zde vedle jiného také automobily značky Multicar (včetně v Československu nejrozšířenějšího výrobku zdejší automobilky, vozítka Multicar M 25).

## Památky
Město má dobře dochované a restaurované historické památky a tři muzea, díky nimž patří k vyhledávaným turistickým cílům.

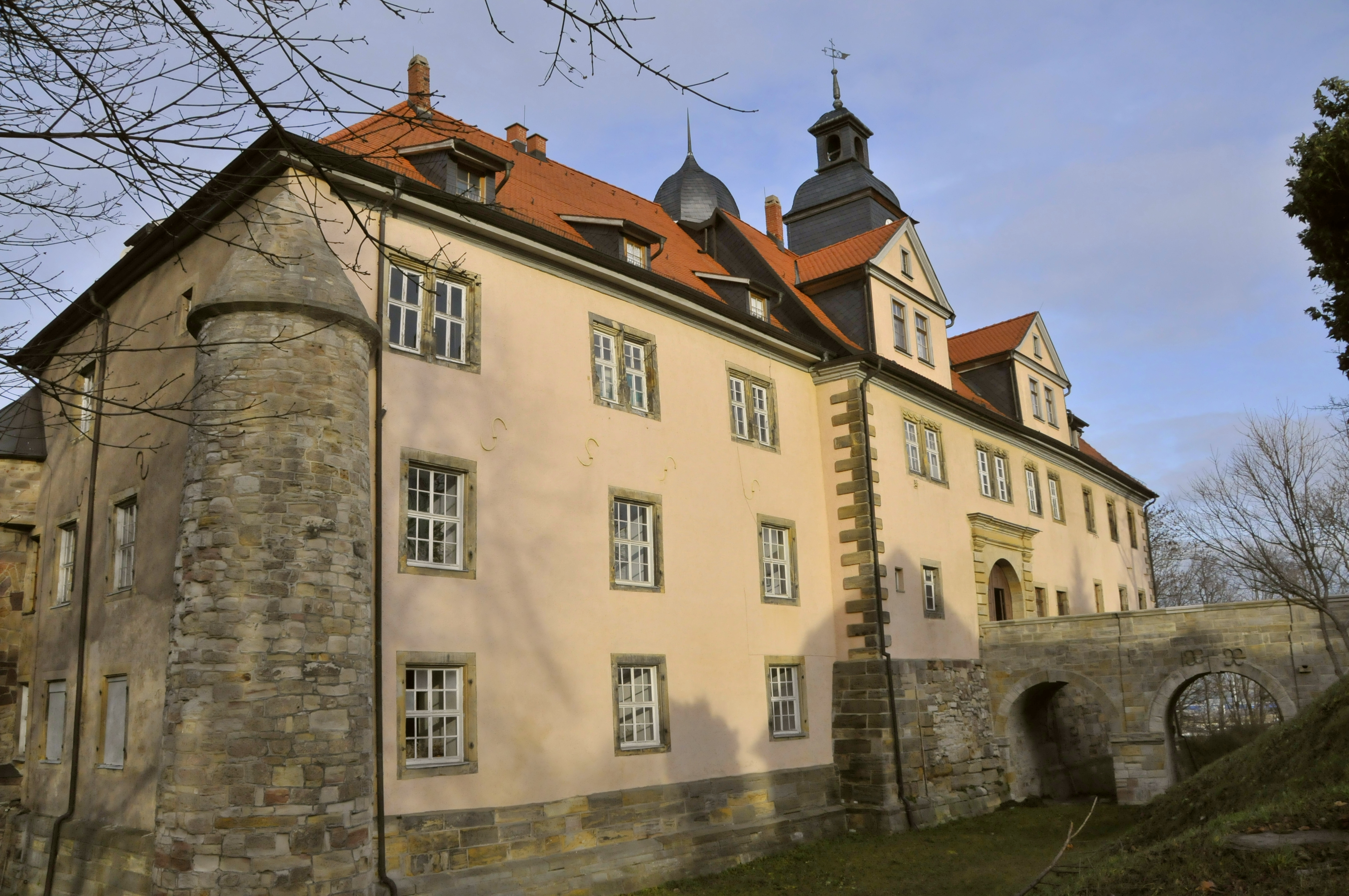
Zámek Tenneberg
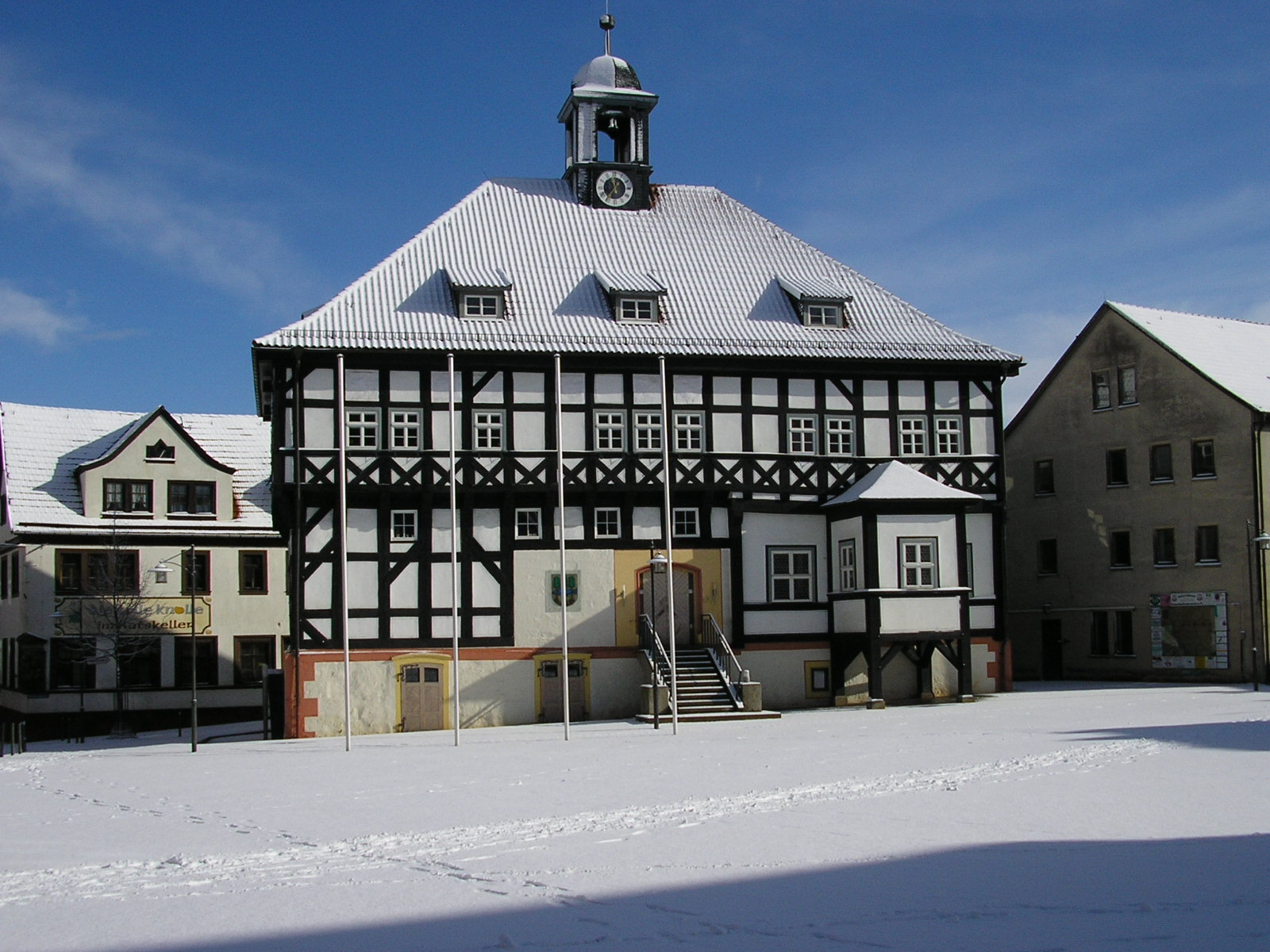
Radnice
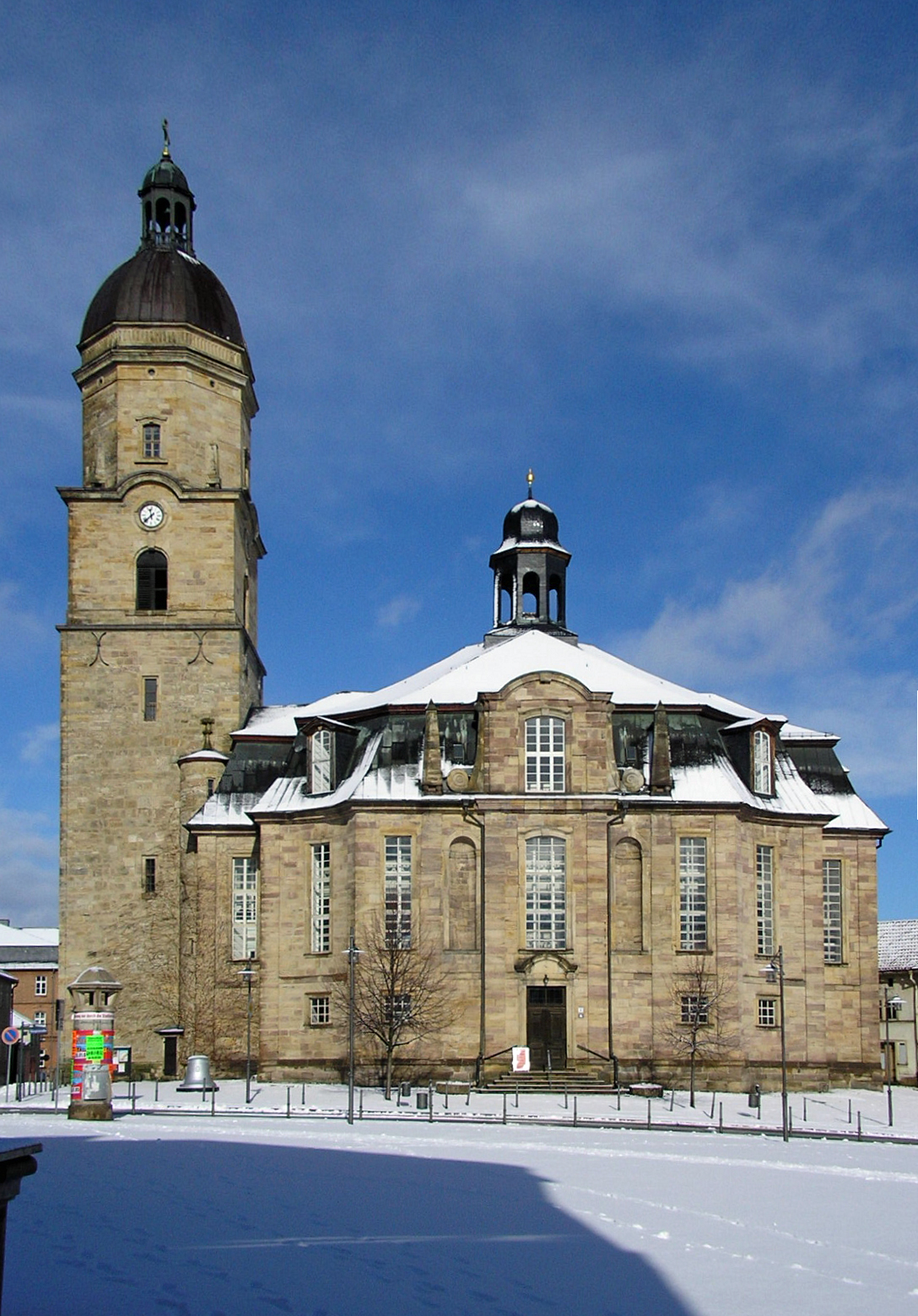
Barokní městský kostel
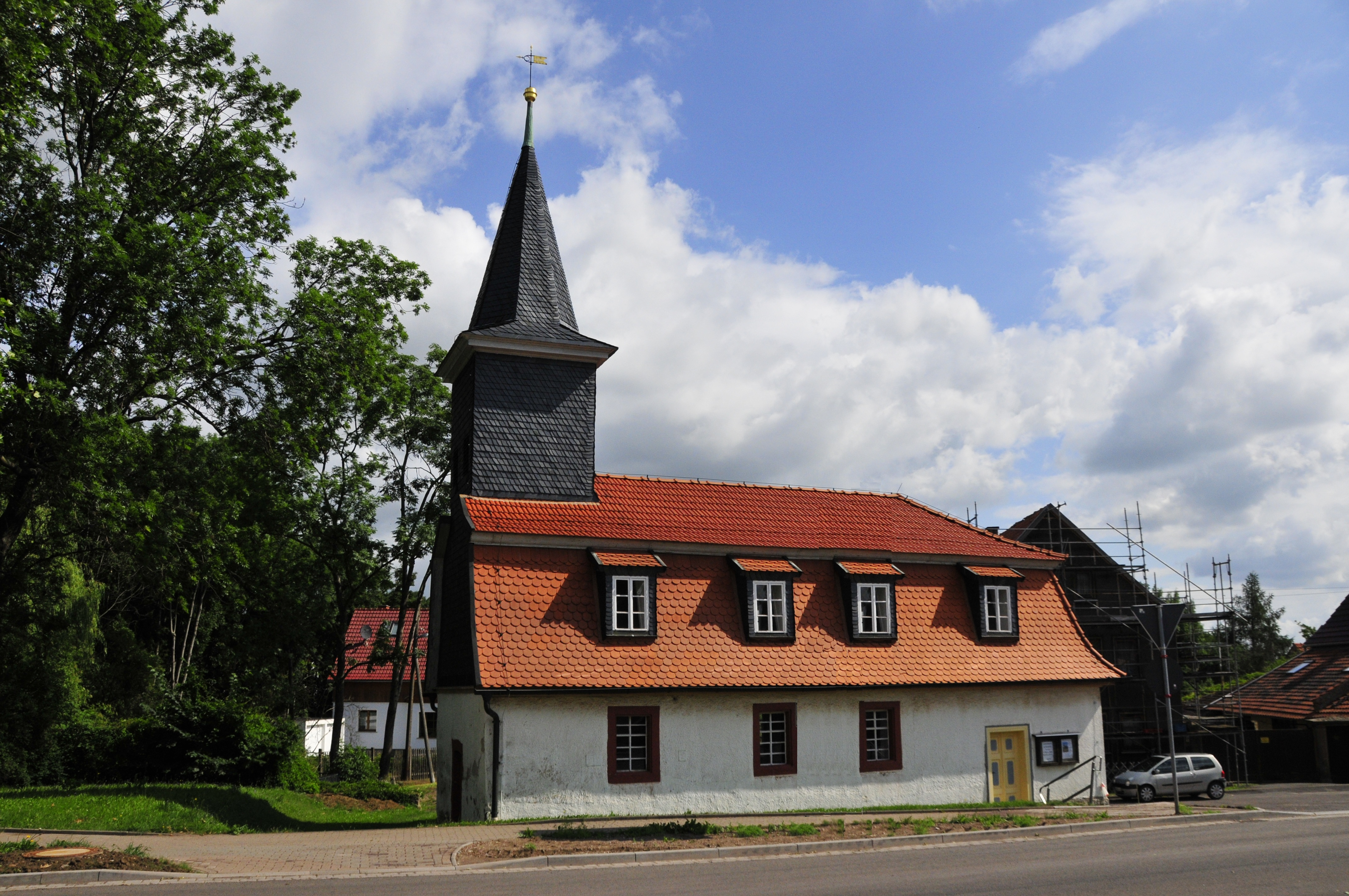
Kaple v Ibenhainu
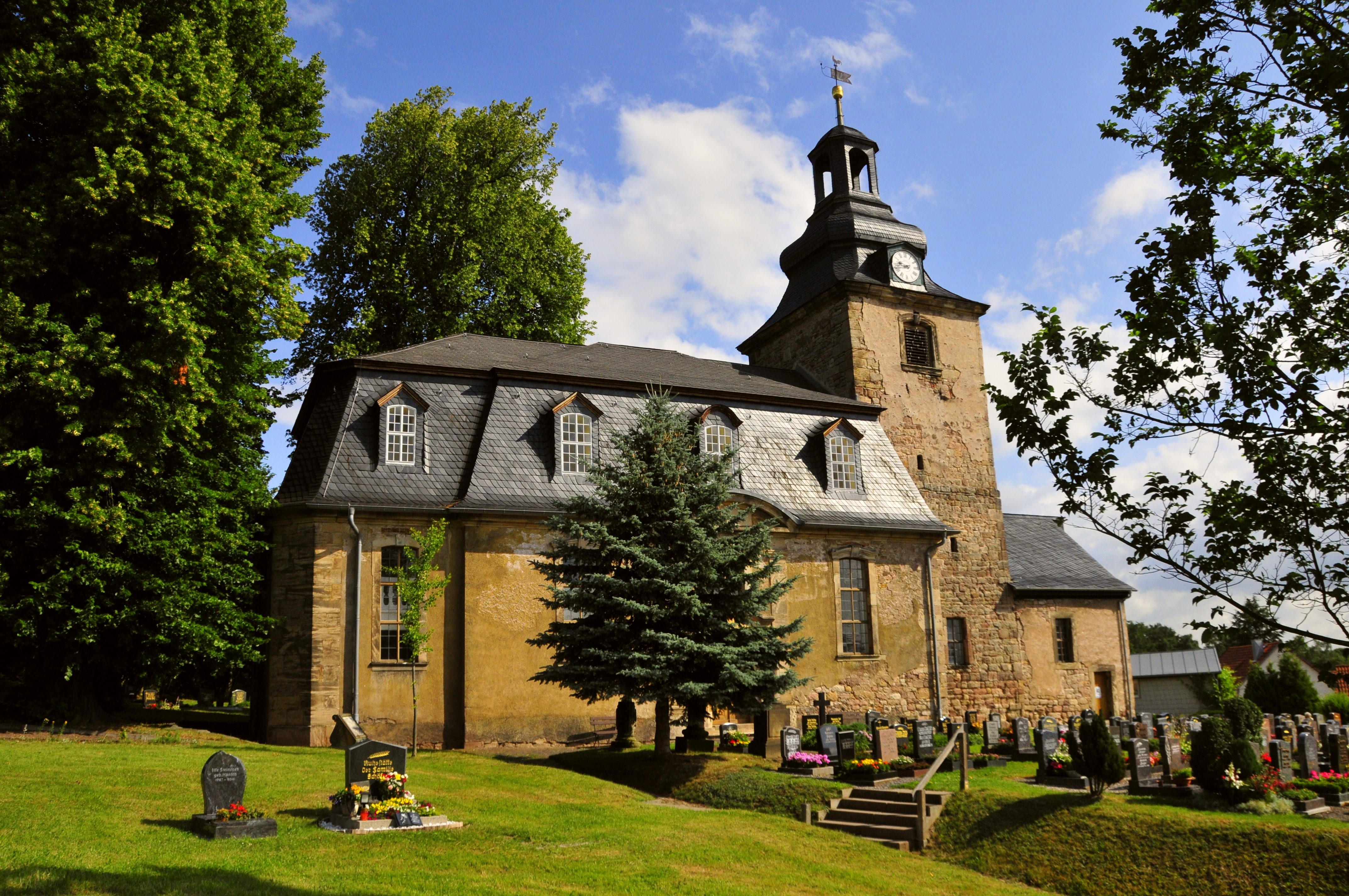
Kostel Marie Magdaleny v Langenhainu
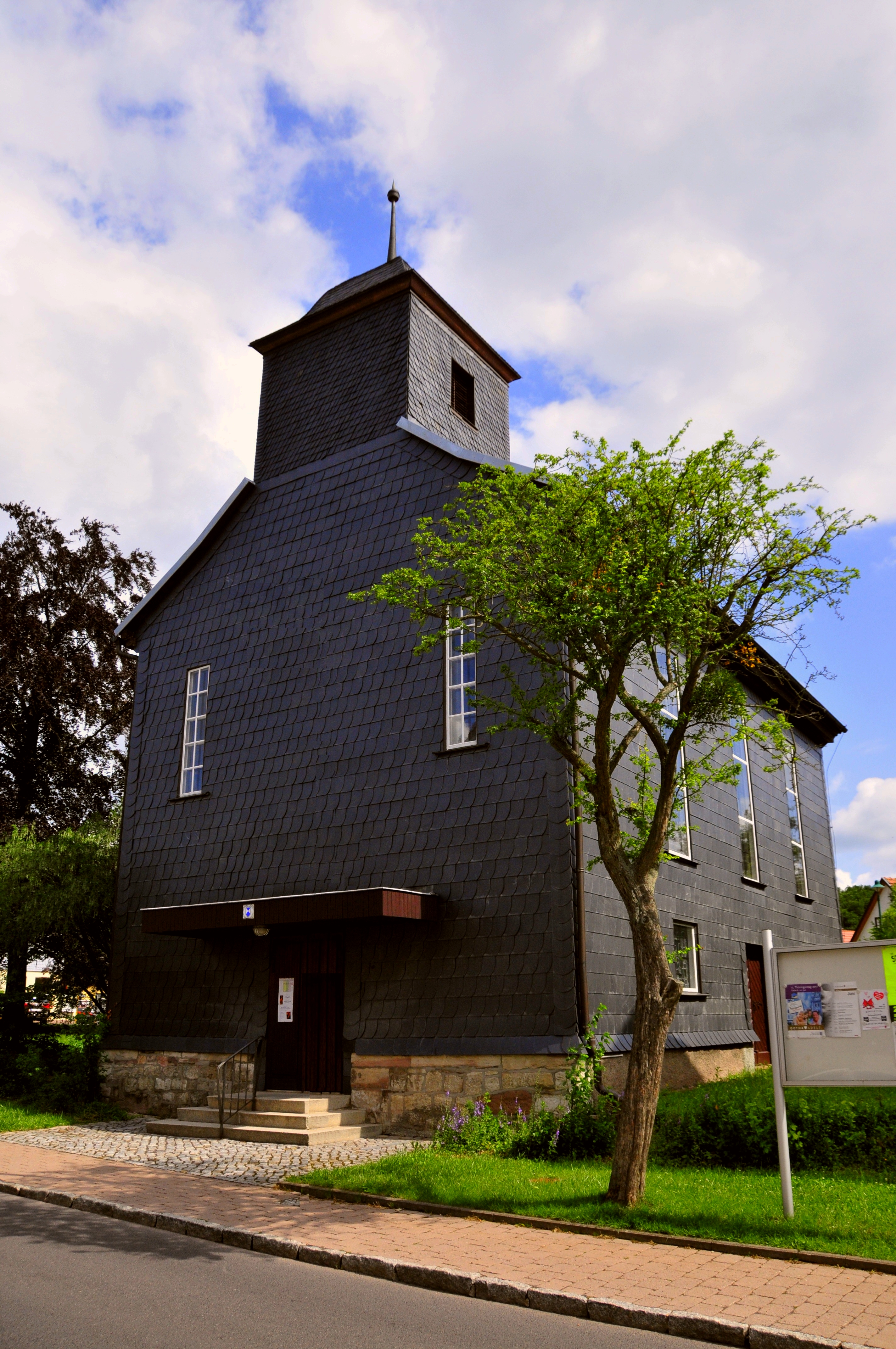
Kostel v Schnepfenthal
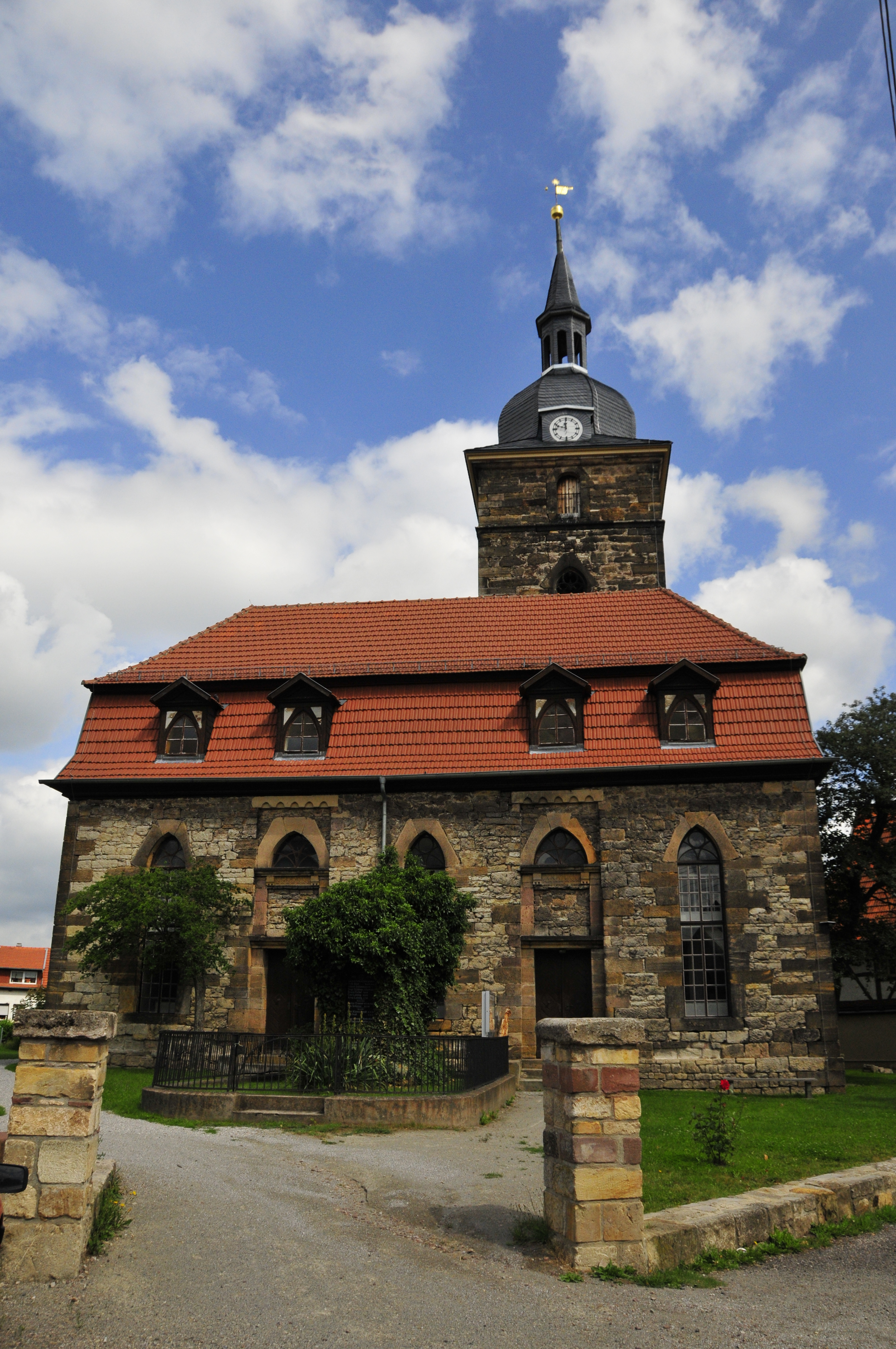
Kostel ve Wahlwinkelu
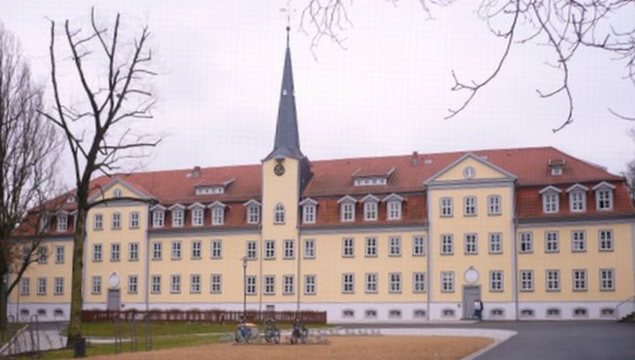
Salzmannova škola v Schnepfenthalu